# Accessible Books Consortium
Le Consortium pour des livres accessibles (ABC) est un partenariat public-privé qui a été lancé en 2014 par l’Organisation mondiale de la propriété intellectuelle. L’ABC a été conçu comme “une initiative possible, parmi d’autres, pour atteindre concrètement les buts du traité de Marrakech",,. Son objectif est “d’accroître le nombre de livres dans des formats accessibles – comme le braille, le format audio, le texte électronique, les gros caractères – à l’échelle mondiale et de les mettre à la disposition des personnes aveugles, malvoyantes ou ayant d’autres difficultés de lecture des textes imprimés”,.

## Contexte
D’après l’Organisation mondiale de la santé, en 2018, on comptait quelque 253 millions de personnes atteintes de déficience visuelle, dont plus de 90 % vivent dans les pays en développement et les pays les moins avancés. L’Union mondiale des aveugles (UMA) estime que seuls 10 % des aveugles peuvent aller à l’école ou trouver un emploi. En outre, moins de 10 % des publications peuvent être lues par des personnes aveugles ou ayant une déficience visuelle et, compte tenu du manque de livres accessibles, il est très difficile pour elles de recevoir une instruction et de mener une vie indépendante.

## Activités
Les activités du Consortium pour des livres accessibles (ABC) s’articulent autour de trois volets :
1. Le Service mondial d’échange de livres de l’ABC : hébergement d’une plateforme en ligne permettant l’échange transfrontière de livres dans des formats accessibles. Il comprend des ouvrages dans plus de 80 langues, majoritairement en anglais, français et espagnol[7],[8].
2. Formation et assistance technique : mise en place de projets dans les pays en développement et les pays les moins avancés en vue de “dispenser des formations et fournir un financement aux fins de la production de matériel éducatif dans un format accessible, et dans la langue nationale, pour des étudiants ayant des difficultés de lecture des textes imprimés.”[9],[10]
3. Édition accessible : promotion de la production de publications en format accessible natif par tous les éditeurs. Les livres en format accessible natif peuvent être utilisés tant par les personnes ayant des difficultés de lecture des textes imprimés que par les personnes n’ayant pas de telles difficultés. Le Consortium encourage l’édition accessible à travers la Charte de l’édition en format accessible et le Prix international d’excellence en matière d’édition accessible de l’ABC, qui « récompense des résultats exemplaires et des avancées exceptionnelles en matière de promotion de l’accessibilité des publications numériques »[11],[12].

## Service mondial d’échange de livres du Consortium pour des livres accessibles (ABC)
Le Service mondial d’échange de livres de l’ABC est un service gratuit qui traduit dans la pratique les dispositions du Traité de Marrakech. Il permet aux bibliothèques pour aveugles participantes, dénommées entités autorisées dans le Traité de Marrakech, de rechercher, de commander et d’échanger des livres dans des formats numériques accessibles au-delà des frontières nationales. Par l’intermédiaire de ce service, les entités autorisées situées dans des pays ayant mis en œuvre les dispositions du Traité de Marrakech peuvent échanger des livres sans devoir obtenir une autorisation supplémentaire de la part des titulaires de droits,,.
Ce service permet aux entités autorisées participantes de mettre à la disposition de leurs propres clients les livres accessibles partagés par toutes les autres entités autorisées. En mutualisant ainsi leurs ressources, les bibliothèques peuvent accroître considérablement leur catalogue de livres en gros caractères, livres audio, livres en braille numérique et de musique en braille,.
En avril 2021, l’ABC a lancé une application supplémentaire grâce à laquelle les aveugles et les personnes ayant une déficience visuelle ou d’autres difficultés de lecture des textes imprimés peuvent chercher, télécharger et consulter directement des livres dans des formats accessibles depuis le Service mondial d’échange de livres. Cette nouvelle application est proposée aux entités autorisées situées dans des pays ayant ratifié le Traité de Marrakech et mis en œuvre ses dispositions,,.

### Liste des entités autorisées participant au Service mondial d’échange de livres de l’ABC
| Country                          | Organisation |
| -------------------------------- | --- |
| Antigua and Barbuda              | The Unit for the Blind and Visually Impaired (UBV)                                                                                         |
| Argentine                        | Asociación Civil Tiflonexos (Teflonexos)                                                                                                   |
| Australie                        | VisAbility |
| Australie                        | Vision Australia (VA) |
| Autriche                         | Hörbücherei (HBOE) |
| Bangladesh                       | Young Power in Social Action (YPSA) |
| Belgique                         | Eqla |
| Belgique                         | Luisterpuntbibliotheek previously known as Flemish Library for Audiobooks and Braille LPB                                                  |
| Belgique                         | Ligue Braille (LBB) |
| Bhoutan                          | The Muenselling Institute (MI) |
| Bolivie                          | Instituto Boliviano de la Ceguera (IBC) |
| Brésil                           | Fundação Dorina Nowill para Cegos |
| Bulgarie                         | The National Library for the Blind “Louis Braille 1928”                                                                                    |
| Burkina Faso                     | Union Nationale Des Associations Burkinabé pour la Promotion des Aveugles et Malvoyants (UNABPAM)                                          |
| Canada                           | BC Libraries Cooperative 2009 National Network for Equitable Library Service (NNELS)                                                       |
| Canada                           | Bibliothèque et Archives nationales du Québec (BAnQ)                                                                                       |
| Canada                           | Institut national canadien pour les aveugles (CNIB)                                                                                        |
| Canada                           | Centre for Equitable Library Access (CELA)                                                                                                 |
| Chili                            | Biblioteca Central para Ciegos (BCC) |
| Chili                            | Fundación Chile, Música y Braille |
| Colombie                         | Instituto Nacional para Ciegos (INCI) |
| Croatie                          | Croatian Library for the Blind (CLB) |
| Chypre                           | Pancyprian Organization of the Blind |
| Czech Republic                   | Czech Blind United (SONS) |
| Danemark                         | Danish National Library for Persons with Print Disabilities (NOTA)                                                                         |
| République dominicaine           | Asociación de Ciegos del Cibao de la República Dominicana (ACICIRD)                                                                        |
| République dominicaine           | Biblioteca Nacional Pedro Henríquez Ureña (BNPHU)                                                                                          |
| République dominicaine           | Fundación Francina Hungría (FFH) |
| Égypte                           | Biblioteca Alexandrina (BA) |
| Estonie                          | The Estonian Library for the Blind (EPR)                                                                                                   |
| Finlande                         | Celia Library (CELIA) |
| France                           | Accompagner Promouvoir et Intégrer les Déficients Visuels (previously known as Groupement des Intellectuels Aveugles ou Amblyopes) (apiDV) |
| France                           | BrailleNet |
| France                           | Association Valentin Haüy (AVH) |
| Germany                          | German Center for Accessible Reading (previously known as German Central Library for the Blind) (DZB)                                      |
| Greece                           | The Hellenic Academic Libraries Link (HEAL-Link) (AMELIB)                                                                                  |
| Guatemala                        | Benemérito Comité Pro Ciegos y Sordos de Guatemala (BCPCSG)                                                                                |
| Hongrie                          | The Hungarian Federation of the Blind and Partially Sighted (MVGYOSZ)                                                                      |
| Islande                          | The Icelandic Talking Book Library (HBS)                                                                                                   |
| Inde                             | DAISY Forum of India (DFI) |
| Inde                             | Chennai Publishing Services |
| Irlande                          | NCBI Library and Media Center (NCBI) |
| Israël                           | The Central Library for Blind and Reading Impaired People (CLFB)                                                                           |
| Jamaïque                         | Jamaican Society for the Blind (JSB) |
| Japon                            | Bibliothèque nationale de la Diète (NDL)                                                                                                   |
| Japon                            | National Association of Institutions of Information Service for Visually Impaired Persons (NAIIV)                                          |
| Kazakhstan                       | The Republican Library for the Blind and Visually Impaired Citizens                                                                        |
| Kenya                            | Kenya Institute for the Blind (KIB) |
| Kirghizstan                      | The Library and Information Consortium (AFB)                                                                                               |
| Latvia                           | Latvian Library for the Blind (LNerB) |
| Lituanie                         | Lithuanian Library for the Blind (LAB) |
| Malawi                           | University of Malawi, Chancellor College (UOFM)                                                                                            |
| Malaisie                         | St. Nicholas’ Home, Penang (SNH) |
| Malte                            | Malta Libraries (ML) |
| Mexique                          | Discapacitados Visuales I.A.P. (DIVIAP) |
| Republic of Moldova              | National Information and Rehabilitation Center of the "Association of the Blind People of Moldova"                                         |
| Mongolie                         | The Mongolian National Federation of the Blind (MNFB)                                                                                      |
| Mongolie                         | The Braille and Digital Library for Blind, Metropolitan Library of Ulaanbaatar (UBPL)                                                      |
| Myanmar                          | Myanmar National Association of the Blind (MNAB)                                                                                           |
| Népal                            | Action on Disability Rights and Development (ADRAD)                                                                                        |
| Pays-Bas                         | Bibliotheekservice Passend Lezen (BPL) |
| Pays-Bas                         | Dedicon (Dedicon) |
| Nouvelle-Zélande                 | Blind Low Vision NZ previously known as Blind Foundation (BLVNZ)                                                                           |
| Niger                            | L'Union Nationale des Aveugles du Niger (UNAN)                                                                                             |
| Nigeria                          | Books and Gavel |
| Norvège                          | Norwegian Library of Talking Books and Braille (NLB)                                                                                       |
| Pakistan                         | The Pakistan Foundation Fighting Blindness (PFFB)                                                                                          |
| Palestine                        | Palestine Association of Visually Impaired Persons (PAVIP)                                                                                 |
| Pologne                          | Central Library of Labour and Social Security (DZDN)                                                                                       |
| Portugal                         | Bibliothèque nationale du Portugal (BNP)                                                                                                   |
| Qatar                            | Qatar National Library (QNL) |
| Republic of Korea                | National Library for the Disabled in Korea (NLD)                                                                                           |
| Roumanie                         | Fundația Cartea Călătoare (FCC) |
| Republic of Moldova              | National Information and Rehabilitation Center of the "Association of the Blind People of Moldova"                                         |
| Russian Federation               | Bashkir Republican Special Library for the Blind named after Makarim Husainovich Tukhvatshin                                               |
| Russian Federation               | Russian State Library for the Blind (RGBS)                                                                                                 |
| Russian Federation               | St. Petersburg Library for the Blind and Visually Impaired (SPB)                                                                           |
| Saint Lucia                      | St. Lucia Blind Welfare Association (SLBWA)                                                                                                |
| Saint Vincent and the Grenadines | The National Public Library of St. Vincent and the Grenadines (NPLSG)                                                                      |
| Sierra Leone                     | Educational Centre for the Blind and Visually Impaired (ECBVI)                                                                             |
| Afrique du Sud                   | South African Library for the Blind (SALB)                                                                                                 |
| Espagne                          | Organización Nacional de Ciegos Españoles (ONCE)                                                                                           |
| Sri Lanka                        | Daisy Lanka Foundation (DLF) |
| Suède                            | Swedish Agency for Accessible Media (MTM)                                                                                                  |
| Switzerland                      | Associazione ciechi e ipovedenti della Svizzera italiana (UNITAS)                                                                          |
| Switzerland                      | Association pour le Bien des Aveugles et malvoyants (ABA)                                                                                  |
| Switzerland                      | Bibliothèque Sonore Romande (BSR) |
| Switzerland                      | SBS Swiss Library for the Blind, Visually Impaired and Print Disabled (SBS)                                                                |
| Tajikistan                       | The National Library of Tajikistan |
| Thaïlande                        | National Library for the Blind and Print Disabled, TAB Foundation (TAB)                                                                    |
| Thaïlande                        | The Christian Foundation for the Blind in Thailand (CFBT)                                                                                  |
| Tunisie                          | Loisirs et Cultures pour les Non et Malvoyants (IBSAR)                                                                                     |
| Tunisie                          | Bibliothèque nationale de Tunisie (BNT) |
| Ouganda                          | Uganda National Association of the Blind (UNAB)                                                                                            |
| Ukraine                          | Ostrovskyi Central Specialized Library for the Blind (CLBU)                                                                                |
| Royaume-Uni                      | Torch Trust for the Blind (TT) |
| États-Unis                       | California State Library, Braille and Talking Book Library (CSL)                                                                           |
| États-Unis                       | The Library of Congress, National Library Service for the Blind and Print Disabled (NLS)                                                   |
| États-Unis                       | American Printing House for the Blind (APH)                                                                                                |
| États-Unis                       | Braille Institute of America (BIA) |
| Uruguay                          | Fundación Braille de Uruguay (FBU) |
| Viet Nam                         | Sao Mai Vocational and Assistive Technology Center for the Blind (SMCB)                                                                    |
| Zimbabwe                         | Zimbabwe National League of the Blind (ZNLB)                                                                                               |

## Formation et assistance technique
Le Consortium pour des livres accessibles fournit des formations et une assistance technique à des organisations situées dans les pays en développement et les pays les moins avancés en ce qui concerne la production de livres dans des formats accessibles. Comme l’indique le Consortium : “Le modèle ABC pour le renforcement des capacités vise à aider les organisations des pays en développement et des pays les moins avancés à produire des supports pédagogiques dans différentes langues nationales à l’intention des élèves et étudiants des niveaux primaire, secondaire et universitaire ayant des difficultés de lecture des textes imprimés”. Cela permet aux organisations participantes de convertir des manuels scolaires dans des formats accessibles, tels que DAISY, ePUB3 et le braille numérique. Des organisations situées notamment en Argentine, au Bangladesh, en Inde, au Népal, au Nigeria, à Sri Lanka et en Tunisie,,,,, ont bénéficié de cette aide.
En février 2021, l’ABC a lancé un cours en ligne offrant une formation similaire sur la production de livres dans des formats accessibles, en partie pour “assurer la poursuite de ses programmes d’assistance pendant la pandémie de COVID-19”.

## Édition accessible
Le Consortium pour des livres accessibles encourage la production de livres électroniques accessibles au moyen des fonctionnalités en matière d’accessibilité offertes par la norme EPUB3.

### Prix international d’excellence en matière d’édition accessible de l’ABC
Liste des lauréats :
| An   | Gagnant Catégorie d'éditeur                                                                  | Gagnant Catégorie Initiative |
| 2022 | Kogan Page (Royaume-Uni)                                                                     | Mr. Ashoka Bandula Weerawardhana (Sri Lanka) |
| 2021 | Groupe Taylor & Francis (Royaume-Uni)                                                        | Réseau national pour des services de bibliothèque équitables (NNELS, Canada)                                                                               |
| 2020 | Macmillan Learning (États-Unis)                                                              | Fondazione LIA (Italie) |
| 2019 | ÉDITORIAL 5 (ED5) (Brésil)                                                                   | eKitabu (Kenya) |
| 2018 | Hachette Livre (France)                                                                      | Forum DAISY de l'Inde (Inde) |
| 2017 | SAGE Publishing (Royaume-Uni)                                                                | Tiflonexos (Argentine) |
| 2016 | Elsevier (Royaume-Uni)                                                                       | Action on Disability Rights and Development (ADRAD) (Népal) et DK Braille Concept Development Team (qui fait partie de Penguin Random House) (Royaume-Uni) |
| 2015 | Cambridge University Press (Royaume-Uni) et Young Power in Social Action (YPSA) (Bangladesh) | Cambridge University Press (Royaume-Uni) et Young Power in Social Action (YPSA) (Bangladesh)                                                               |

### Signataires de la Charte de l’édition en format accessible de l’ABC
La Charte de l’édition en format accessible du Consortium pour des livres accessibles énonce huit principes destinés à encourager les éditeurs à suivre les pratiques recommandées en matière d’accessibilité. Parmi les partenaires du Consortium figurent.
| Country             | Organization                                              | Wikidata |
| ------------------- | --------------------------------------------------------- | -------- |
| Argentine           | Ediciones Godot                                           |          |
| Argentine           | Ediciones Santillana                                      |          |
| Argentine           | Gerbera Ediciones                                         |          |
| Australie           | Sydney University Press                                   |          |
| Brésil              | Associação Religiosa Editora Mundo Cristão                |          |
| Brésil              | Brinque-Book Editora de Livros Ltda                       |          |
| Brésil              | Distribuidora Record de Serviços de Imprensa S.A.         |          |
| Brésil              | É Realizações, Editora, Livraria e Distribuidora Ltda     |          |
| Brésil              | Ediouro Publicações Ltda                                  |          |
| Brésil              | Editora Albanisia Lúcia Dummar Pontes ME                  |          |
| Brésil              | Editora Arqueiro Ltda                                     |          |
| Brésil              | Editora Atlas S/A                                         |          |
| Brésil              | Editora Bertrand Brasil Ltda                              |          |
| Brésil              | Editora Best Seller Ltda                                  |          |
| Brésil              | Editora Biruta Ltda                                       |          |
| Brésil              | Editora Bonifácio Ltda                                    |          |
| Brésil              | Editora Carambaia EIRELI                                  |          |
| Brésil              | Editora Casa da Palavra Produção Editorial Ltda           |          |
| Brésil              | Editora Claro Enigma Ltda                                 |          |
| Brésil              | Editora de Livros Cobogó Ltda (Brazil)                    |          |
| Brésil              | Editora e Produtora Spot 1 Ltda (Brazil)                  |          |
| Brésil              | Editora Filocalia Ltda                                    |          |
| Brésil              | Editora Fontanar Ltda                                     |          |
| Brésil              | Editora Forense Ltda                                      |          |
| Brésil              | Editora Gaivota Ltda                                      |          |
| Brésil              | Editora Globo S.A.                                        |          |
| Brésil              | Editora Guanabara Koogan Ltda                             |          |
| Brésil              | Editora Intrínseca Ltda                                   |          |
| Brésil              | Editora Jaguatirica Digital Ltda                          |          |
| Brésil              | Editora José Olympio Ltda                                 |          |
| Brésil              | Editora JPA Ltda                                          |          |
| Brésil              | Editora Jurídica da Bahia Ltda                            |          |
| Brésil              | Editora Lendo e Aprendendo Ltda ME                        |          |
| Brésil              | Editora Manole Ltda                                       |          |
| Brésil              | Editora Nova Fronteira Participações S/A                  |          |
| Brésil              | Editora Original Ltda                                     |          |
| Brésil              | Editora Paz e Terra Ltda                                  |          |
| Brésil              | Editora Pequena Zahar Ltda                                |          |
| Brésil              | Editora Prumo Ltda                                        |          |
| Brésil              | Editora Record Ltda                                       |          |
| Brésil              | Editora Reviravolta Ltda                                  |          |
| Brésil              | Editora Rocco Ltda                                        |          |
| Brésil              | Editora Schwarcz S/A                                      |          |
| Brésil              | Editorial 5 / ED5                                         |          |
| Brésil              | Elsevier Editora Ltda                                     |          |
| Brésil              | GEN – Grupo Editorial Nacional Participação S/A           |          |
| Brésil              | GMT Editores Ltda                                         |          |
| Brésil              | Imago Editora Importação e Exportação Ltda                |          |
| Brésil              | J.E. Solomon Editores Ltda                                |          |
| Brésil              | Jorge Zahar Editor Ltda                                   |          |
| Brésil              | Livraria do Advogado Ltda                                 |          |
| Brésil              | LTC – Livros Técnicos e Científicos Editora Ltda          |          |
| Brésil              | National Union of Book Publishers                         |          |
| Brésil              | NC Editora Ltda                                           |          |
| Brésil              | Pallas Editora e Distribuidora Ltda                       |          |
| Brésil              | Petra Editorial Ltda                                      |          |
| Brésil              | Pinto e Zincone Editora Ltda                              |          |
| Brésil              | Publibook Livros e Papéis Ltda                            |          |
| Brésil              | Saber e Ler Editorial Ltda                                |          |
| Brésil              | Sociedade Literária Edições e Empreendimentos Ltda        |          |
| Brésil              | Starlin Alta Editora e Consultoria EIRELI                 |          |
| Brésil              | Summus Editorial Ltda                                     |          |
| Brésil              | Verus Editora Ltda                                        |          |
| Canada              | House of Anansi Press                                     |          |
| Canada              | Invisible Publishing                                      |          |
| Canada              | J. Gordon Shillingford Publishing                         |          |
| Canada              | Signature Editions                                        |          |
| Canada              | Book*hug Press                                            |          |
| Canada              | Cormorant Books                                           |          |
| Canada              | Guernica Editions                                         |          |
| Canada              | ECW Press                                                 |          |
| Canada              | Studio C1C4                                               |          |
| Colombie            | Editorial El Manual Moderno Colombia S.A.S.               |          |
| Colombie            | Santillana Colombia                                       |          |
| Égypte              | Al-Balsam Publishing House                                |          |
| France              | Hachette Livre                                            |          |
| France              | Groupe Editis                                             |          |
| Georgia             | Artanuji Publishing                                       |          |
| Georgia             | Bakur Sulakauri Publishing                                |          |
| Georgia             | Intelekti Publishing                                      |          |
| Allemagne           | Verlag Barbara Budrich                                    |          |
| Inde                | PHI Learning Private Limited                              |          |
| Inde                | Chennai Publishing Services                               |          |
| Italie              | Edizioni Piemme                                           |          |
| Italie              | Giulio Einaudi Editore                                    |          |
| Italie              | Sperling & Kupfer                                         |          |
| Japon               | Discover 21, Inc.                                         |          |
| Jordanie            | Al Salwa Publishers                                       |          |
| Mexique             | Editorial el Manual Moderno, S.A. de C.V.                 |          |
| Mexique             | Penguin Random House Grupo Editorial México               |          |
| Mexique             | Santillana México                                         |          |
| Mexique             | SM México                                                 |          |
| Mexique             | Editorial Mango Manila                                    |          |
| Mexique             | Editorial Sélector                                        |          |
| Mexique             | Constantine Editores                                      |          |
| Pays-Bas            | AMN                                                       |          |
| Pays-Bas            | Gottmer Uitgevers Groep                                   |          |
| Pays-Bas            | Singel Uitgeverijen                                       |          |
| Pays-Bas            | ThiemeMeulenhoff                                          |          |
| Pays-Bas            | Veen Bosch & Keuning Uitgeversgroep B.V.                  |          |
| Nouvelle-Zélande    | Oratia Media                                              |          |
| Nouvelle-Zélande    | Oratia Media                                              |          |
| Nigeria             | Nigerian Publishers Association                           |          |
| Nigeria             | Books and Gavel                                           |          |
| Nigeria             | Rasmed Publications                                       |          |
| Nigeria             | Evans Brothers Nigeria Publishers Limited                 |          |
| Nigeria             | West African Book Publishers LTD                          |          |
| Nigeria             | Babcock University Press                                  |          |
| Saudi Arabia        | Kadi and Ramadi                                           |          |
| South Africa        | New Africa Books                                          |          |
| South Africa        | Wits University Press                                     |          |
| Espagne             | Planeta de Libros                                         |          |
| Espagne             | Santillana Educación S.L.                                 |          |
| Thaïlande           | Silkworm Books Ltd                                        |          |
| Émirats arabes unis | Al Fulk Translation and Publishing                        |          |
| Émirats arabes unis | Al Fulk Translation and Publishing (United Arab Emirates) |          |
| Émirats arabes unis | Dar Al Aalam Al Arabi Publishing and Distribution         |          |
| Émirats arabes unis | Hudhud Publishing and Distribution                        |          |
| Émirats arabes unis | Kalimat Group                                             |          |
| Émirats arabes unis | Sama Publishing, Production and Distribution              |          |
| Émirats arabes unis | Wahat Alhekayat Publishing and Distribution               |          |
| Émirats arabes unis | Waw Publishing                                            |          |
| United Kingdom      | Bloomsbury Publishing Plc                                 |          |
| United Kingdom      | Bristol University Press                                  |          |
| United Kingdom      | British Dyslexia Association                              |          |
| United Kingdom      | Elsevier                                                  |          |
| United Kingdom      | Kogan Page                                                |          |
| United Kingdom      | SAGE Publications Ltd                                     |          |
| United Kingdom      | HarperCollins Publishers                                  |          |
| United Kingdom      | Taylor & Francis Group                                    |          |
| United Kingdom      | Cambridge University Press & Assessment                   |          |
| États-Unis          | Macmillan Learning                                        |          |

## Membres du conseil consultatif du Consortium pour des livres accessibles
L’ABC est doté d’un conseil consultatif qui lui prodigue une expertise technique, garantit la transparence et contribue à la bonne communication avec les parties prenantes. Ses membres sont les suivants :
- Union africaine des aveugles
- Citoyens aveugles de Nouvelle-Zélande
- Consortium DAISY
- Dédicon
- eBound Canada
- Gouvernement australien

- Forum international des auteurs (IAF)
- Conseil international pour l'éducation des personnes ayant une déficience visuelle
- Fédération internationale des associations et institutions de bibliothèques (IFLA)
- Fédération internationale des organisations de gestion des droits de reproduction (IFRRO)
- Association internationale des éditeurs (IPA)
- Manuel moderne
- Centre de technologie professionnelle et d'assistance de Sao Mai pour les aveugles
- Union mondiale des aveugles (UMA)
- Organisation mondiale de la propriété intellectuelle